# تشارلز غرانت (لاعب كرة قدم أمريكية)
تشارلز غرانت (بالإنجليزية: Charles Grant)‏ هو لاعب كرة قدم أمريكية أمريكي، ولد في 3 سبتمبر 1978 في كولكويت في الولايات المتحدة.

## وصلات خارجية
- تشارلز غرانت على موقع مرجع كرة القدم المحترفة.كوم (الإنجليزية)